# Edmund Norwid-Kudło

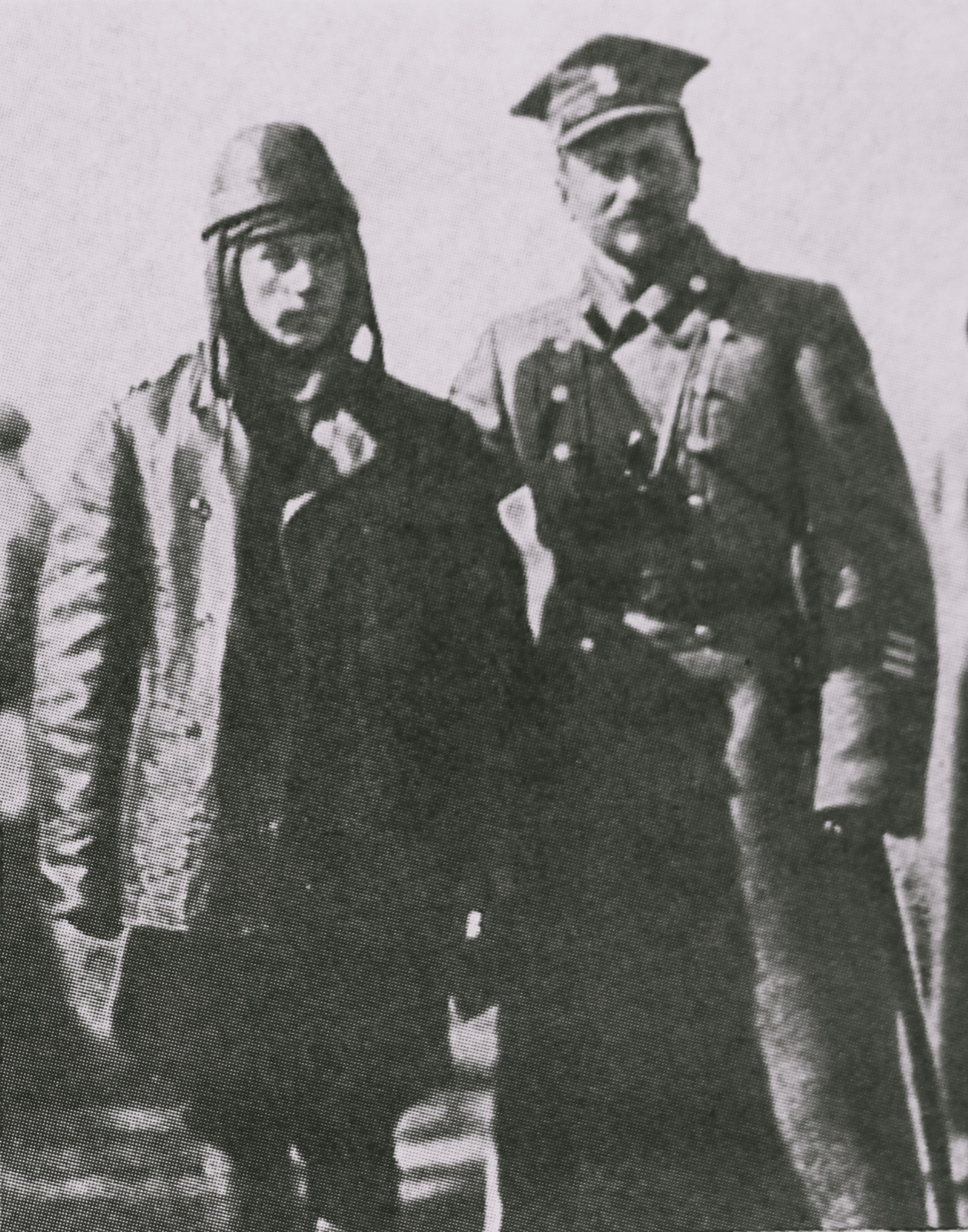
Gen. Józef Dowbor-Muśnicki i chor. Edmund Norwid-Kudło w Bobrujsku

Edmund Norwid-Kudło (ur. 6 października?/18 października 1895 w Mińsku, zm. 23 stycznia 1931 w Warszawie) – kapitan pilot Wojska Polskiego, kawaler Orderu Virtuti Militari.

## Życiorys
Syn Józefa i Aleksandry Fijałkowskiej. Po wybuchu I wojny światowej w październiku 1914 roku przerwał studia w Instytucie Drogowym w Petersburgu i zgłosił się ochotniczo do służby w armii Imperium Rosyjskiego. 15 października został skierowany do szkoły lotniczej w Gatczynie, którą ukończył 5 września 1915 roku. Otrzymał przydział do 35 Oddziału Lotniczego i walczył na froncie południowo-zachodnim. W czasie walk powietrznych był trzykrotnie ranny oraz dwukrotnie ciężko kontuzjowany. Odznaczony Krzyżami Świętego Jerzego II, III i IV stopnia, 30 kwietnia 2017 mianowany chorążym .
20 września 1917 roku wstąpił do I Korpusu Polskiego, gdzie służył w I Polskim Oddziale Awiacyjnym. Dzięki pomocy swojego ojca, który był zawiadowcą stacji kolejowej w Kozyrewie, i 15. letniego brata doprowadził do tego, że Oddział przejął dwa pociągi z samolotami pozostawione przez Rosjan. Za ten czyn rtm. Piotr Skuratowicz, dowódca lotnictwa I Korpusu, zgłosił go do odznaczenia odznaką honorową lotnika wojskowego. 3 maja 1918 roku Norwid-Kudło wykonał loty pokazowe w Bobrujsku podczas uroczystej defilady jednostek Korpusu. Pod koniec maja 1918 roku, wobec groźby przejęcia samolotów Oddziału przez Rosjan, chorąży Norwid-Kudło spowodował katastrofę swego samolotu.
Przedostał się do Polski i 15 grudnia 1918 roku wstąpił do polskiego lotnictwa. Od 15 grudnia 1918 roku do 31 stycznia 1919 roku przeszedł przeszkolenie na lotnisku mokotowskim, 22 lutego został skierowany na dalsze szkolenie na Ławicę. 6 lutego 1919 roku, dekretem Naczelnego Wodza, został mianowany pilotem i 10 marca  qskierowany do służby w 2 Wielkopolskiej eskadrze lotniczej. 1 kwietnia 1919 roku został mianowany jej dowódcą i wyruszył z nią na front wielkopolski. W lipcu 1919 roku dowodzona przez niego eskadra została skierowana na front w rejon Mińska. Brał udział w lotach bojowych, osłaniał samoloty wykonujące bombardowania obiektów wojskowych w Mińsku. Z powodu strat wśród sprzętu i załóg pod koniec lipca por. Norwid-Kudło i sierż. Antoni Smętkowski byli jedną z dwóch załóg wykonujących loty w 13 eskadrze. 1 kwietnia 1920 roku został awansowany na stopień kapitana.
Podczas walk, 20 maja 1920 roku, w rejonie Jakszyc zestrzelił radziecki samolot typu Nieuport. Po zakończeniu działań wojennych od 16 listopada 1920 roku służył w dywizjonie zapasowym 3 pułku lotniczego w Poznaniu. 19 listopada 1921 roku został przeniesiony do rezerwy. W 1930 roku został przeniesiony w rezerwie z poznańskiego 3. pułku lotniczego do 5. pułku lotniczego w Lidzie.
Zmarł 23 stycznia 1931 roku w Warszawie, został pochowany na Cmentarzu Wojskowym na Powązkach.

## Ordery i odznaczenia
W czasie swej służby otrzymał odznaczenia:
- Krzyż Srebrny Orderu Wojskowego Virtuti Militari nr 3028 – 8 kwietnia 1921[19][20],
- Krzyż Walecznych (trzykrotnie),
- Polową Odznakę Pilota nr 80[21],
- Order Świętego Jerzego kl. II, III i IV.